# Rif (Gemeinde Hallein)
Rif ist eine Siedlung in der Stadt Hallein im Bezirk Hallein im Salzburger Land in Österreich.  
Rif wird heute in Verbindung mit Taxach als Taxach-Rif bezeichnet.

## Geographische Lage
Rif liegt am Westufer der Salzach.

## Namensherkunft
Rif wird von dem lateinischen Wort ripa (Ufer) abgeleitet. Die Ortsbezeichnung entstand in der Zeit, als Salzburg zur römischen Provinz Noricum gehörte und romanische Bevölkerung hier siedelte. Der Ort  erhielt die Bezeichnung, da sich hier vermutlich eine markante und zugängliche Uferstelle der Salzach befand.

## Kultur und Sehenswürdigkeiten

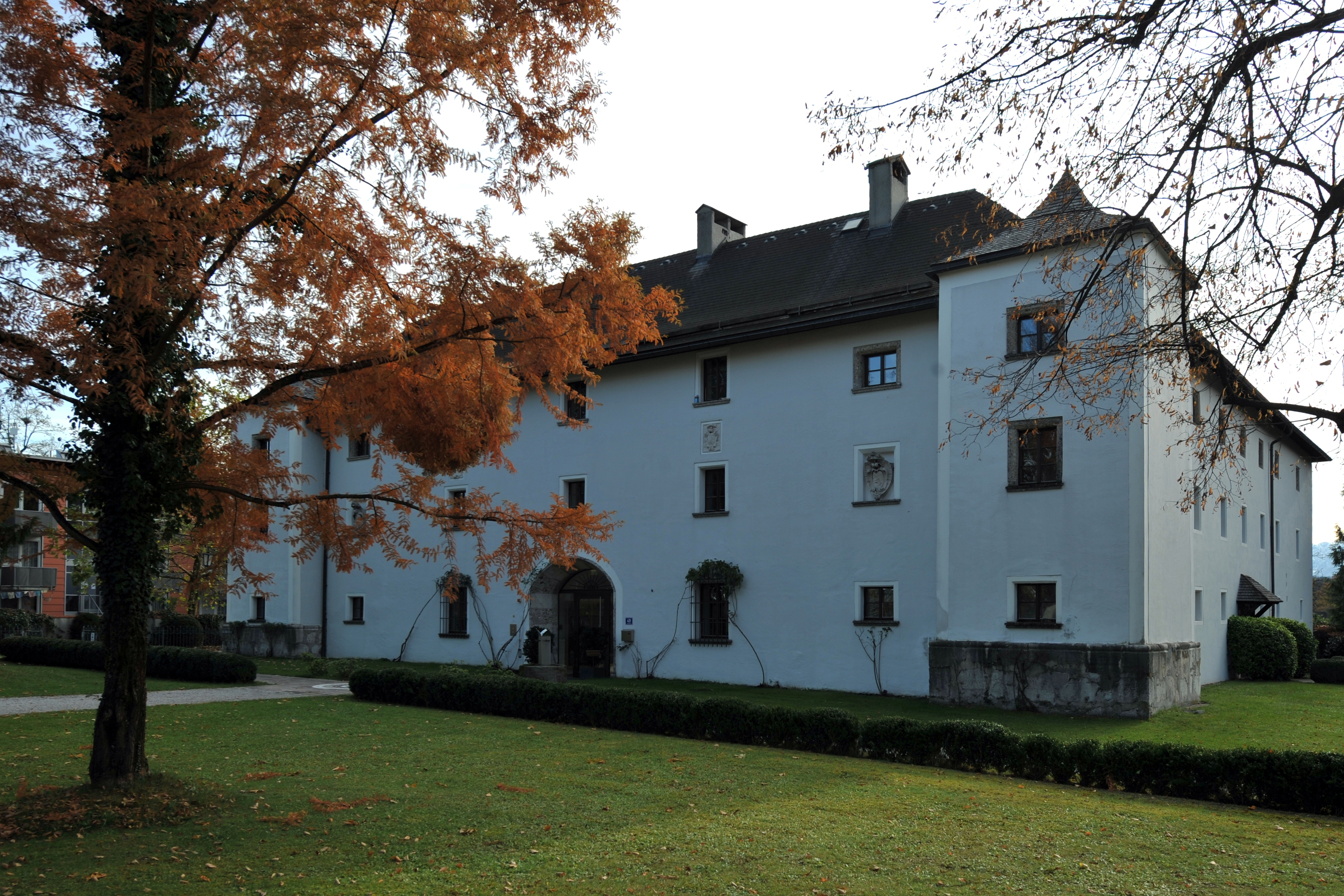
Schloss Rif

- Das Schloss Rif ist eine Schlossanlage in Rif.

Siehe auch: Liste der denkmalgeschützten Objekte in Hallein-Taxach

## Verkehr

### Straßen
Die Siedlung liegt an der Rifer Hauptstraße. Wenn man dem Straßenverlauf folgt, erreicht man die Salzachtal Straße. 

### Öffentlicher Verkehr
Die Buslinien 35, 45, 170 und 175 bedienen einige Haltestellen in der Siedlung und verbinden diese mit Salzburg und den umliegenden Orten.